# Zuchwil
Zuchwil (gsw. Zuchwiu, Zuchu)  – miejscowość i gmina (niem. Politische Gemeinde) w Szwajcarii, w kantonie Solura, w jednostce administracyjnej (Amtei) Bucheggberg-Wasseramt, w okręgu Wasseramt. Leży nad rzeką Aare.
W Zuchwil został pochowany pierwotnie Tadeusz Kościuszko.

## Demografia
W Zuchwil mieszka 9 235 osób. W 2021 roku 44,2% populacji gminy stanowiły osoby urodzone poza Szwajcarią. 

## Współpraca
Miejscowość partnerska:
- Saas-Balen, Valais

## Transport
Przez teren gminy przebiegają autostrada A5 oraz droga główna nr 269.